# Конц
Конц (словен. Konc) — поселення в общині Лашко, Савинський регіон, Словенія. Висота над рівнем моря: 541,6 м.